# Better When I’m Dancin’
Better When I’m Dancin’ ist ein Song der US-amerikanischen Sängerin Meghan Trainor. 

## Veröffentlichung
Er wurde weltweit als Promotion-Single am 13. Oktober 2015 veröffentlicht und erschien am 23. Oktober auf dem Soundtrack für den Film Die Peanuts – Der Film, zusammen mit dem Song Good to Be Alive unter dem Label Epic. Am 19. Februar 2016 erschien das Lied als Vinyl-Single mit der B-Seite Bang Dem Sticks.

## Komposition
Better When I’m Dancin’ ist ein Soca-Song und bleibt dabei Trainors „Doo-Wop-Style“ treu. Der Song ist geschrieben in D-Dur und hat ein Tempo von 128 Beats pro Minute. Trainor schrieb den Song zusammen mit Thaddeus Dixon. Die beiden produzierten den Song auch.

## Musikvideo
Das Musikvideo wurde von Philip Andelman gedreht und zum ersten Mal bei Apple Music am 13. Oktober 2015 veröffentlicht. Am Tag darauf erschien es bei Vevo. Es enthält Szenen mit Meghan Trainor mit Auftritten von Snoopy, Woodstock, Charlie Brown und anderen Peanuts-Figuren.

## Auftritte
Trainor präsentierte Better When I’m Dancin’ bei der The Tonight Show Starring Jimmy Fallon am 5. November 2015. Außerdem sang sie den Song beim Finale der 21. Staffel von Dancing with the Stars am 24. November 2015, gefolgt von dem Song Boys Like You.

## Veröffentlichungen
- Download[5]

1. Better When I’m Dancin’

- Vinyl[6]

1. Better When I’m Dancin’
2. Bang Dem Sticks

## Auszeichnungen für Musikverkäufe
| Land/Region                  | Auszeichnungen für Musikverkäufe (Land/Region, Auszeichnung, Verkäufe) | Verkäufe  |
| ---------------------------- | ---------------------------------------------------------------------- | --------- |
| Australien (ARIA)            | 4× Platin                                                              | 280.000   |
| Brasilien (PMB)              | Platin                                                                 | 60.000    |
| Dänemark (IFPI)              | Gold                                                                   | 45.000    |
| Neuseeland (RMNZ)            | 2× Platin                                                              | 60.000    |
| Polen (ZPAV)                 | Gold                                                                   | 10.000    |
| Schweden (IFPI)              | Gold                                                                   | 40.000    |
| Vereinigte Staaten (RIAA)    | Platin                                                                 | 1.000.000 |
| Vereinigtes Königreich (BPI) | Gold                                                                   | 400.000   |
| Insgesamt                    | 4× Gold · 8× Platin ·                                                  | 1.895.000 |

Hauptartikel: Meghan Trainor/Auszeichnungen für Musikverkäufe